# 堂吉诃德外传
《堂吉诃德外传》（Donkey Xote），又译作“骑士歪传”、“唐吉诃德”，2007年出品的一部三维搞笑动漫。

## 声优列表
安德烈·布纳福内特 Andreu Buenafuente  ....桑丘·潘萨 Sancho

约瑟·路易斯·吉尔 José Luis Gil  ....堂吉诃德 Quijote

大卫·费纳德兹 David Fernández  .... Rocinante

Sonia Ferrer  ....Dulcinea

Jordi González  ....Narrador

Sancho Gracia  ....Sansón

Luis Posada  ....Rucio

## 上映时间
- 西班牙 2007年11月20日 (Ourense International Film Festival)
- 西班牙 2007年12月5日
- 波蘭 2008年1月4日
- 土耳其 2008年1月25日
- 德国 2008年2月13日(European Film Market)
- 俄羅斯 2008年3月20日
- 葡萄牙 2008年4月17日
- 希腊 2008年4月30日(DVD premiere)
- 義大利 2008年10月31日
- 秘魯 2008年11月20日
- 中國 2009年1月16日
- 科威特 2009年2月26日
- 巴西 2009年5月29日
- 哥伦比亚 2009年8月14日
- 德国 2009年10月8日DVD premiere
- 匈牙利 2009年11月12日
- 以色列 2010年1月21日
- 芬兰 2010年8月18日DVD premiere